# Volvo Masters 1981
Il Masters 1981 (chiamato anche Volvo Masters 1981 per motivi di sponsorizzazione) è stato un torneo di tennis giocato sui campi in sintetico indoor del Madison Square Garden di New York negli Stati Uniti. È stata la 12ª edizione del torneo di singolare di fine anno, la 8ª del torneo di doppio di fine anno ed era parte del Volvo Grand Prix 1981. Il torneo si è giocato dal 13 al 17 gennaio 1982.

## Campioni

### Singolare
Ivan Lendl ha battuto in finale  Vitas Gerulaitis con il punteggio di 6(5)–7, 2–6, 7–6(6), 6–2, 6–4.

### Doppio
Peter Fleming /  John McEnroe hanno battuto in finale  Kevin Curren /  Steve Denton con il punteggio di 6–3, 6–3